# Osorius brevicornis
Osorius brevicornis är en skalbaggsart som beskrevs av Notman 1920. Osorius brevicornis ingår i släktet Osorius och familjen kortvingar. Inga underarter finns listade i Catalogue of Life.